# 李邦珍
李邦珍（1513年—1593年），字子玉，號同川，山東濟南府肥城縣人，民籍，明朝政治人物。

## 生平
山東鄉試第六十六名舉人。嘉靖二十九年（1550年）中式庚戌科會試第二百四十五名，三甲第七名進士。初授行人司行人，三十二年四月选授浙江道试監察御史，十一月实授，巡按福建，四十二年（1563年）倭寇攻陷兴化府城，总督尚书胡宗宪令浙江参将戚继光带领浙江兵七千馀人援救，最终平定倭寇，李邦珍任监军。四十三年回京任河南道御史，同年十二月监试会试。四十五年三月升任江西布政使司左参政，後改任太仆寺少卿，隆庆元年（1567年）三月升南京通政使司右通政，十一月改任大理寺左少卿，二年三月升都察院右佥都御史、巡抚河南，四年十月升南京都察院右副都御史、提督操江兼管巡江，十一月被南京礼科给事中张崇纶弹劾不称职，被令回籍听勘。
李邦珍回乡后，曾编辑《肥城县志》，创建同川书院。

## 家族
曾祖李增，省祭官；祖父李章，義官；父李第，母武氏。重庆下。弟邦儒、邦仕。养子李成巳